# Федор Угринец
Фёдор Угри́нец — новгородский писец XII века венгерского происхождения.

## Биография
Являлся писцом Юрьевского евангелия, созданного в 1119—1128 годах при игумене Новгородского Юрьевского монастыря Кириаке и экономе Савве. О писце этого евангелия ничего неизвестно кроме имени и прозвища.
Вокруг прозвища и возникла небольшая дискуссия у исследователей. Одни считали (И. И. Срезневский, Я. П. Запаско, Т. В. Ильина), что «Угринец» являлось прозвищем писца Фёдора и означало венгерское происхождение. Другие (Е. Ф. Карский, Н. Н. Розов и другие) под Фёдором понимали заказчика и вкладчика, а писцом был «Угринец». По мнению Л. В. Столяровой, имя заказчика в евангелии было опущено, хотя и возможен коллективный заказчик, представителями которого были упоминаемые игумен и эконом Юрьевского монастыря.